# Sơn Giang, Sơn Hà
Sơn Giang là một xã thuộc huyện Sơn Hà, tỉnh Quảng Ngãi, Việt Nam.
Xã Sơn Kỳ có diện tích 26,57 km², dân số năm 1999 là 3774 người, mật độ dân số đạt 142 người/km².